# Liste von Burgen und Befestigungsanlagen auf dem Dün
Die Liste von Burgen und Befestigungsanlagen ist ein Verzeichnis von historischen Burgen, Schlössern, Burgställen und Warten auf und am Höhenzug des Dün in den Landkreisen Eichsfeld, Nordhausen, Unstrut-Hainich und Kyffhäuser in Thüringen.

## Hintergründe
Der Dün ist ein Teil der nördlichen Muschelkalkumrahmung des Thüringer Beckens und erstreckt sich von Heilbad Heiligenstadt im Westen bis Bleicherode im Osten und geht dort fließend in die Hainleite über. Im Mittelalter führten einige historische Fernstraßen von Nord nach Süd über den Dün sowie im nördlich angrenzenden Leine- und Wippertal von West nach Ost. Die Häufung von Befestigungsanlagen entlang dieser Verkehrswege diente vermutlich ihrem Schutz und ihrer Kontrolle. Von allen mittelalterlichen Anlagen sind nur die Burg Scharfenstein und die Wasserburg Deuna erhalten geblieben. Der über die südliche Dünabdachung verlaufende Mühlhäuser Landgraben diente dem Schutz der Freien Stadt Mühlhausen und ist noch relativ gut auf der gesamten Länge erhalten.

## Liste der Befestigungsanlagen
Die Liste ist nach geographischer Lage geordnet von West nach Ost entlang der Schichtstufe am Nordrand des Dün und auf der Südabdachung des Höhenzuges von Nord nach Süd.
| Ort / Lage                                                | Name                             | Typ         | Entstehungszeit     | Besonderheiten Erhaltungszustand                                            | Bild |
| --------------------------------------------------------- | -------------------------------- | ----------- | ------------------- | --------------------------------------------------------------------------- | ---- |
| Heilbad Heiligenstadt                                     | Dünwarte                         | Wartturm    | 14./15. Jahrhundert | Teil der Heiligenstädter Landwehr nicht mehr vorhanden                      |      |
| Beuren                                                    | Burg Scharfenstein               | Spornburg   | vor 1200            |                                                                             |      |
| Beuren                                                    | Beisenburg                       |             |                     | Burghügel war früher nachweisbar                                            |      |
| Beuren                                                    | Burg Beuren                      |             |                     | (Zollturm)                                                                  |      |
| Beinrode                                                  | Burg auf dem Köpfchen            | Höhenburg   | 13./14. Jahrhundert |                                                                             |      |
| Birkungen                                                 | Obere Burg Birkenstein           | Höhenburg   | nach 1200           | Wall- und Grabenreste                                                       |      |
| Birkungen                                                 | Untere Burg Birkenstein          |             |                     | etwa 300 m östlich der oberen Burg geringe Wall- und Grabenreste            |      |
| Reifenstein                                               | Alte Burg                        | Spornburg   | 10. Jahrhundert     | auf den Resten einer früheisenzeitlichen Wallanlage Wall-Grabenanlagen      |      |
| Kleinbartloff                                             | Kleine Alteburg                  | Höhenburg   | 12. Jahrhundert     | geringe Wall- und Grabenreste                                               |      |
| Beberstedt                                                | Am Wall                          |             | 12. Jahrhundert     | kleine Burganlage im Ort                                                    |      |
| Rüdigershagen                                             | Oberwall Rüdigershagen           |             | vor 1311            | Wall- und Grabenreste                                                       |      |
| Rüdigershagen                                             | Unterwall Rüdigershagen          | Wasserburg? | vor 1288            | Grabenanlage im Bereich der Vorburg wurde der spätere Gutshof errichtet     |      |
| Deuna                                                     | Wasserburg Deuna                 | Wasserburg  | 13. Jahrhundert     |                                                                             |      |
| Deuna                                                     | Vorderhof Deuna                  |             |                     | keine mittelalterlichen Burgreste vorhanden                                 |      |
| Keula                                                     | Wasserburg Keula                 | Wasserburg  | vor 1000            | Ruinenhügel, Gesindehaus                                                    |      |
| Schönberg bei Rehungen                                    | Warte auf dem Schönberg          | Wartturm    | 14. Jahrhundert     | Teil der Hohnsteiner Landwehr                                               |      |
| Reinhardsberg bei Niedergebra (am Übergang zur Hainleite) |                                  | Wallburg    |                     | Wall und Graben                                                             |      |
|                                                           |                                  |             |                     |                                                                             |      |
| Dünplateau (Zaunröden-Kleinkeula)                         | Schwarzburger Landwehr           | Landwehr    | 14. Jahrhundert     | Teil der Sondershäuser Landwehr                                             |      |
| Südliches Dünplateau (Sollstedt-Horsmar)                  | Mühlhäuser Landgraben            | Landwehr    | 14. Jahrhundert     | Wall- und Grabenanlage mit mehreren Warttürmen                              |      |
| Hüpstedt                                                  | Hohe Warte                       |             |                     | vermutlich eine Warte aus der Zeit vor dem Mühlhäuser Landgraben            |      |
| Kleinkeula                                                | Schwarzburger Warte              | Wartturm    | 14. Jahrhundert     | Teil des Mühlhäuser Landgrabens                                             |      |
| Sollstedt                                                 | Sollstedter Warte                | Wartturm    | 14. Jahrhundert     | Teil des Mühlhäuser Landgrabens                                             |      |
| Eigenrode                                                 | Eigenröder oder Hüpstedter Warte | Wartturm    | 14. Jahrhundert     | Turmrest Teil des Mühlhäuser Landgrabens                                    |      |
| Sollstedt                                                 | Turm?                            |             | vor 1288            | kleiner befestigter Herrensitz                                              |      |
| Horsmar                                                   | Horsmarer Warte                  | Wartturm    |                     | Mauerrest Teil des Mühlhäuser Landgrabens                                   |      |
| Holzthaleben (am Übergang zur Hainleite)                  | Helbeburg                        | Wallburg    |                     | Wallanlagen                                                                 |      |
| Reiser, Kaisershagen (am Übergang zum Thüringer Becken)   | Burg Tuttensode                  | Wallburg    | vor 973             | Vorgeschichtliche und hochmittelalterliche Anlage in der Wüstung Tuttensode |      |
| Saalfeld (am Übergang zum Thüringer Becken)               | Forstbergwarte                   |             |                     | Kleiner Herrensitz oder Turm Grabenreste                                    |      |